# Supercopa estoniana de futbol
La Supercopa estoniana de futbol (en estonià: Eesti Superkarikas) és una competició futbolística d'Estònia on cada any s'enfronten a partit únic (excepte l'any 2001 on es van fer partits d'anada i tornada) els guanyadors de Copa i Lliga des de 1997. Quan el mateix equip és el campió de lliga i copa, és el subcampió de lliga l'altre equip que participa a la supercopa.
L'equip que més Supercopes ha guanyat és el Flora i l'actual campió és el Levadia.

## Partits
| Any     | Campió             | Resultat               | Subcampió          | Referències |
| ------- | ------------------ | ---------------------- | ------------------ | ----------- |
| 1996/97 | JK Sadam Tallinn   | 3-2                    | FC Lantana Tallinn |             |
| 1997/98 | FC Lantana Tallinn | 3-0                    | JK Sadam Tallinn   |             |
| 1998    | FC Flora Tallinn   | 3-2 (prórroga)         | JK Sadam Tallinn   |             |
| 1999    | Levadia Maardu     | 4-1                    | FC Flora Tallinn   |             |
| 2000    | Levadia Maardu     | 2-1 (prórroga)         | Tulevik Viljandi   |             |
| 2001    | Levadia Maardu     | 2-0, 3-1* (5-0 global) | JK Narva Trans     |             |
| 2002    | FC Flora Tallinn   | 1-1 (4-2 penals)       | FC Levadia Tallinn |             |
| 2003    | FC Flora Tallinn   | 3-1 (prórroga)         | FC TVMK Tallinn    |             |
| 2004    | FC Flora Tallinn   | 2-1                    | FC Levadia Tallinn |             |
| 2005    | FC TVMK Tallinn    | 1-0                    | FC Levadia Tallinn |             |
| 2006    | FC TVMK Tallinn    | 1-1 (3-2 penals)       | FC Flora Tallinn   |             |
| 2007    | JK Narva Trans     | 2-1                    | FC Levadia Tallinn |             |
| 2008    | JK Narva Trans     | 4-1                    | FC Levadia Tallinn |             |
| 2009    | FC Flora Tallinn   | 2-1                    | FC Levadia Tallinn |             |
| 2010    | FC Levadia Tallinn | 2–0                    | FC Flora           |             |
| 2011    | FC Flora           | 0–0 (5–3 penals)       | FC Levadia Tallinn |             |
| 2012    | FC Flora           | 4–0                    | Narva Trans        |             |
| 2013    | FC Levadia Tallinn | 3–0                    | Nõmme Kalju        |             |
| 2014    | FC Flora           | 1–0                    | FC Levadia Tallinn | [ 2 ]       |
| 2015    | FC Levadia         | 5–0                    | Santos             | [ 3 ]       |
| 2016    | FC Flora           | 3–0                    | Nõmme Kalju        | [ 4 ]       |
| 2017    | FCI Tallinn        | 5–0                    | FC Flora           | [ 5 ]       |
| 2018    | FC Levadia         | 2–2 (4–3 penals)       | FC Flora           | [ 6 ]       |
| 2019    | Nõmme Kalju        | 3–2                    | FC Levadia         | [ 7 ]       |
| 2020    | FC Flora           | 2–0                    | Narva Trans        | [ 8 ]       |
| 2021    | FC Flora           | 1–0                    | Paide              | [ 9 ]       |
| 2022    | FC Levadia         | 0–0 (4–2 penals)       | FC Flora           | [ 10 ]      |
| 2023    | Paide              | 3–2                    | FC Flora           | [ 11 ]      |
| 2024    | FC Flora           | 2–2 (5–3 penals)       | Narva Trans        | [ 12 ]      |
| 2025    | FC Levadia         | 3–2                    | Nõmme Kalju        | [ 13 ]      |

*  L'Associació de Futbol d'Estònia va concedir a Levadia una victòria per 3-0 perquè el Narva va alinear un jugador sancionat al partit de tornada. En un principi, el partit havia acabat amb una victòria per 3-1 per al Levadia.

## Palmarès
| Club                | Campionats | Subcampionats | Anys que han guanyat                                                   |
| ------------------- | ---------- | ------------- | ---------------------------------------------------------------------- |
| Flora               | 12         | 7             | 1998, 2002, 2003, 2004, 2009, 2011, 2012, 2014, 2016, 2020, 2021, 2024 |
| FCI Levadia         | 9          | 8             | 1999, 2000, 2001, 2010, 2013, 2015, 2018, 2022, 2025                   |
| Narva Trans         | 2          | 4             | 2007, 2008                                                             |
| TVMK                | 2          | 1             | 2005, 2006                                                             |
| Nõmme Kalju         | 1          | 3             | 2019                                                                   |
| Tallinna Sadam      | 1          | 2             | 1996                                                                   |
| Lantana             | 1          | 1             | 1997                                                                   |
| Paide Linnameeskond | 1          | 1             | 2023                                                                   |
| FCI Tallinn         | 1          | 0             | 2017                                                                   |
| Tulevik             | 0          | 1             |                                                                        |
| Levadia II          | 0          | 1             |                                                                        |
| Santos              | 0          | 1             |                                                                        |